# Китиця Павло Платонович
Китиця Павло Платонович (*29 серпня 1872, Кобеляки, Полтавська губернія — ?) — підполковник Армії УНР.

## Біографія
Народився у місті Кобеляки Полтавської губернії.
Закінчив гімназію та військово-училищний корпус Київського піхотного юнкерського училища за 2-м розрядом (1892 р.), служив у 187-му піхотному резервному Роменському полку. Брав участь у Російсько-японській війні, був поранений. Перебував у запасі з 7 квітня 1909 р. до 16 квітня 1910 року. Після повернення на службу — начальник службової команди Двинського майнового складу. Останнє звання в російській армії — підполковник.
В українській армії з 1917 року. З 21 жовтня 1920 р. — приділений до штабу 5-ї Херсонської стрілецької дивізії Дієвої армії УНР. Станом на 1 жовтня 1922 р. — помічник начальника інспекторського відділу штабу 5-ї Херсонської стрілецької дивізії Армії УНР. У 1923 році повернувся на батьківщину, станом на 1926 рік мешкав у Кобеляках.
Подальша доля невідома.